# Костир Микола Трохимович
Микола Трохимович Костир (нар. 1818, Чернятин — пом. 14 серпня 1853, Валки) — український філолог.

## Біографія
Народився у 1818 році в селі Чернятині Махнівського повіту Київської губернії Російської імперії (тепер Хмільницький район Вінницької області, Україна). 1839 року
закінчив історико‑філологічний факультет Київського університету (навчався у Михайла Максимовича). У 1839—1851 роках викладач Київського університету: з 1845 року — магістр російської словесності, з 1850 року — доктор слов'яно‑руської філології. Читав курси історії давньоруської літератури, теорії літератури, загального й порівняльно-історичного мовознавства, історії російської мови, історію російської літератури на юридичному і математичному факультетах. Із 1851 року — екстраординарний, ординарний професор Харківського університету. Помер 14 серпня 1853 року у Валках.

## Роботи
Досліджував творчість Василя Жуковського, Олександра Пушкіна, Костянтина Батюшкова. Автор праць:
- «Предмет, метод и цель филологического изучения русского языка». Київ, 1850 Томи 1–2;
- «Філологічні дослідження в Переяславі та Києві», 1851—1852;
- «Батюшков, Жуковский и Пушкин». Харків, 1853.